# Shōnai (Fluss)
Der Shōnai-gawa (jap. 庄内川) ist ein Fluss mit einer Länge von 96 km, der durch die japanischen Präfekturen Gifu und Aichi fließt und in die Ise-Bucht mündet. Er ist ein Fluss der Ordnung 1.

## Namen
In der Präfektur Gifu wird der Shōnai-gawa auch als Toki-gawa (土岐川) bezeichnet. In und um Kasugai in der Präfektur Aichi wird er auch manchmal als Tamano-gawa (玉野川) bezeichnet.

## Geografie
Der Shōnai-gawa hat viele Quellen, allerdings wird der 727 m hohe Yūdachi-yama (夕立山) in Ena (Gifu) meistens als Quelle angenommen. Der Fluss fließt durch die Talbecken von Mizunami, Toki und Tajimi, durchfließt die Tamano-Schlucht an der Grenze zwischen den Präfekturen Aichi und Gifu und fließt anschließend in die Nōbi-Ebene. In dem Stadtbezirk Minato-ku von Nagoya mündet der Shōnai-gawa schließlich nur durch eine Sandbank vom Fluss Shinkawa getrennt in die Ise-Bucht.

## Verlauf des Flusses
Der Shōnai-gawa durchfließt folgende Orte:
- Präfektur Gifu:
  - Ena
  - Mizunami
  - Toki
  - Tajimi
- Präfektur Aichi:
  - Seto
  - Kasugai
  - Nagoya (Stadtbezirke Moriyama, Kita, Nishi)
  - Kiyosu
  - Nagoya (Stadtbezirk Nakamura)
  - Ama
  - Ōharu (Landkreis Ama)
  - Nagoya (Stadtbezirke Nakagawa, Minato)